# Classe Admiral Hipper
La classe Admiral Hipper est une classe de cinq croiseurs lourds de la marine allemande, dont trois seulement ont été achevés. Le nom de la classe fait référence à l'admiral Franz von Hipper.
Le Seydlitz, quatrième bâtiment resté inachevé, est ensuite reconverti en porte-avions. Le Lützow, cinquième et dernier navire de la classe, est vendu non terminé à l'Union soviétique en 1940, et est rebaptisé Tallinn.

## Contexte
Le traité de Versailles, signé par l'Allemagne le 28 juin 1919, a fortement limité la taille et le nombre de navires de guerre autorisés pour l'Allemagne. Il fut limité à six anciens navires de ligne unifiés, six croiseurs légers et 24 navires plus petits. La loi sur la défense, adoptée par le Reichstag le 21 mars 1921, prévoyait que deux navires de ligne unifiés et deux croiseurs légers supplémentaires pouvaient être gardés en réserve. Les conditions de Versailles prévoyaient cependant que ces navires ne pouvaient être remplacés que lorsqu'ils avaient au moins 20 ans. Lorsque le traité naval germano-britannique fut signé en 1935, toutes les restrictions concernant le nombre de types de navires de guerre individuels furent supprimées.
En mars 1934, le chef de la direction de la marine Erich Raeder a notamment tenu une réunion sur les croiseurs prévus dans le plan de remplacement de la construction navale. Jusqu'alors, les marines des États-Unis, du Japon et de la Grande-Bretagne avaient construit, outre des croiseurs lourds équipés de canons de 20,3 cm, des croiseurs légers d'un déplacement de 7 000 tonnes et de canons de 15,5 cm. Avec la construction de la classe New Orleans, les États-Unis ont dépassé le déplacement fixé à 10.000 pour les croiseurs légers. Afin de s'aligner sur les autres puissances maritimes, le commandement de la marine décida de construire des croiseurs d'un déplacement de 10.000 tonnes et équipés de canons de 20,3 cm. Ces navires devaient être équivalents à celui du croiseur lourd français Algérie et avoir une vitesse supérieure à celle des navires de la classe Dunkerque.

## Technique

### Dimensions des navires
Les navires de la classe Admiral Hipper avaient une longueur totale de 202, 8 (Admiral Hipper, Blücher) à 207, 7 m (Prinz Eugen, Seydlitz, Lützow) et une ligne de quille de 194,2 et 199, 5 m respectivement. Après l'installation d'une proue de clipper, leur longueur totale est passée à 205 m pour Admiral Hipper et le Blücher et à 212 pour le Prinz Eugen, le Seydlitz et le Lützow. Les navires avaient une largeur de 21,3 à 21,9 m et un tirant d'eau de 5,80 m à 7,90. Leur déplacement était compris entre 14475 et 19347 tonnes.

### Propulsion
Les navires étaient équipés de 3 ensembles de turbines à vapeur, entraînant chacun un arbre et conçus pour une puissance totale de 132.000 CV (environ 97 MW) à une vitesse d'hélice de 320/min, avec laquelle ils devaient atteindre une vitesse maximale de 32 nœuds (59 km/h). Les navires achevés de cette classe pouvaient atteindre des vitesses de croisière plus élevées, respectivement de 32,2, 32,6 et 32,8 nœuds (près de 61 km/h). Les machines de l'Admiral Hipper et du Blücher ont été construites par Blohm & Voss, les turbines du Prinz Eugen par le chantier naval Germaniawerft, les turbines du Seydlitz et du Lützow ont été fabriquées par Deschimag. Chaque jeu de turbines comprenait une turbine haute pression de 5.280 tr/min, une turbine basse pression et une turbine moyenne pression de 3.150 tr/min chacune, ainsi qu'une turbine de marche. La vapeur était fournie par 12 chaudières à tubes d'eau de La Mont (Admiral Hipper, Prinz Eugen), 12 chaudières à tubes d'eau de Wagner (Blücher) ou 9 chaudières à tubes d'eau de Wagner (Seydlitz, Lützow) avec une pression de travail de 58 à 92 bars maximum et une température de 450°C. Les navires pouvaient transporter au maximum 4 250 tonnes de mazout, ce qui leur permettait d'atteindre une autonomie théorique de 7 850 milles marins (14 538 km) à 19 nœuds (35 km/h). L'équipage des navires était composé de 1 600 officiers et membres d'équipage

### Armement

#### Armement principal
L'armement principal était composé de huit canons à chargement rapide C/34 de 20,3 cm répartis dans quatre tourelles doubles Drh.L C/34 (abréviation de : Affût-capot tournant Construit(e) en 1934). Les tourelles se trouvaient devant et derrière les superstructures désignées par les lettres A, B, C et D, de l'avant vers l'arrière. Les canons de 12 mètres de long avaient une portée latérale de -145 à +145 degrés. Les canons eux-mêmes pesaient 20,7 tonnes et avaient une portée de 33.540 m pour une élévation maximale de 37° et une vitesse de 925 m/s à la bouche. Ils tiraient des obus de 122 kg à une cadence d'environ 2,5 coups par minute. L'orientation latérale ainsi que l'élévation et l'abaissement des tubes s'effectuaient à une vitesse de 8 degrés par seconde.

#### Armement secondaire
L'armement secondaire était composé de douze canons SK C/33 de 10,5 cm montés sur des affûts doubles stabilisés à trois axes de type C/31. Trois à bâbord et trois à tribord à côté des superstructures. Les canons avaient une élévation de 80° et une vitesse de 900 m/s au niveau de la bouche à feu, ce qui leur conférait une altitude de service de 12.500 mètres. Contre les cibles terrestres, les canons avaient une portée maximale de 17.700 m. On tirait des munitions solides, l'équipement se composant de grenades hautement explosives, de grenades incendiaires hautement explosives et de munitions éclairantes. Les deux obus hautement explosifs pesaient respectivement 5,1 kg et 15,8 kg et étaient tous deux équipés d'une fusée à percussion, avec ou sans trace lumineuse. La grenade éclairante pesait 14,7 kg et avait une vitesse de 650 m/s à la bouche. L'affût de 8,8 cm double LC/31 avait des berceaux séparés et était aligné par un engrenage hydraulique à commande électrique.
La DCA légère comprenait douze canons de 3,7 cm dans des affûts doubles également stabilisés sur trois axes ainsi que huit canons de 2 cm dans des affûts individuels alignés à la main. La DCA de 3,7 cm était stockée dans des berceaux séparés sur des affûts doubles LC/30 et était alignée manuellement. Les affûts pouvaient pivoter de 360 degrés, l'élévation était de +85° à -9° et le poids total de 3,6 tonnes. Les canons avaient une hauteur de crête de service de 6.800 m pour une vitesse de tir de 1000 m/s. Contre des cibles au sol, la portée maximale était de 8.500 m. Les projectiles d'environ 700 g étaient tirés à une cadence de 30 coups par minute.
En outre, les navires étaient équipés de douze tubes lance-torpilles pour des torpilles G7a. Elles étaient montées dans quatre lanceurs triples, deux sur chaque côté large. La torpille G7a pesait 1,5 tonne et portait une ogive de TNT de 280 kg. Elle disposait de trois niveaux de vitesse pour 12 500 m à 30 nœuds (56 km/h), 7 500 m à 40 nœuds (74 km/h) et 5 000 m à 44 nœuds (81 km/h). Le moteur en étoile de 340 ch (250 kW) a été amélioré pendant la guerre, ce qui a permis d'augmenter les portées à 14.000 m, 8.000 m et 6.000 m respectivement. 

### Système de conduite de tir
Les tourelles étaient orientées soit directement à l'aide des dispositifs de visée télescopiques, soit indirectement à l'aide d'un altimètre qui affichait les données du poste de contrôle de tir, soit à distance par le biais du dispositif de pré-allumage latéral (DPS), un instrument à commande centrale pour la direction de la cible et le déclenchement du tir. Une tourelle avait un équipage de 72 hommes, dont :
- un capitaine de tourelle,
- un capitaine de pièce,
- des opérateurs pour les ascenseurs, les culasses, les systèmes de chargement, les appareils de visée et la transmission des ordres,
- ainsi que des mécaniciens d'artillerie et des munitionnaires.
- Les tourelles « B » et « C » avaient en plus des opérateurs de télémètre ainsi qu'un officier comme commandant de groupe pour les tourelles.

Les pièces lourdes étaient placées sous le commandement du premier officier d'artillerie (IAO), dont le poste de combat se trouvait dans le mât avant. En cas d'urgence, le troisième officier d'artillerie (IIIAO) prenait le contrôle depuis le poste de contrôle de tir arrière ou le quatrième officier d'artillerie (VAO) depuis le poste de contrôle de tir avant. Les données des télémètres de 7 mètres et d'autres instruments, ainsi que des facteurs tels que le vent, l'état de la mer, le tangage et le roulis du navire, la rotation de l'obus et le temps de passage de l'obus dans le tube étaient transmises à des stations de calcul. Les valeurs calculées étaient transmises en continu à l'ASPC afin d'orienter les canons avec précision. 

### Blindage
Les navires de la classe Amiral Hipper étaient équipés d'une ceinture de blindage en acier au ciment Krupp. La ceinture avait une largeur de 5,5 m et s'étendait sur presque toute la longueur du navire. Elle mesurait 80 mm au milieu du navire et se rétrécissait à 40 mm à ses extrémités. Avec des cloisons transversales de 70 mm à l'avant et à l'arrière, elle constituait la citadelle blindée. La protection horizontale était assurée par un pont supérieur blindé de 12 à 30 mm et par un pont intermédiaire blindé de 20 à 50 mm. Le blindage du pont couvrait la zone dite de la citadelle, depuis les tourelles principales arrière jusqu'aux tourelles principales avant en passant par la salle des machines. La tourelle de commandement avant était protégée par 50 à 150 mm et la tourelle de commandement arrière par 20 à 30 mm. Les télémètres étaient blindés de 20 mm et les postes de contrôle de la DCA de 17 mm. Les tourelles principales avaient un blindage de 160 mm à l'avant et de 70 mm sur les côtés, et les parois arrière des tourelles « A » et « D » avaient une épaisseur de 90 mm, tandis que les parois arrière des tourelles « B » et « C » avaient une épaisseur de 60 mm. Le blindage incliné du plafond était de 105 mm, le blindage horizontal du plafond de 70 mm et les barbettes avaient une épaisseur de 80 mm. Les graisses lourdes de Flakla étaient équipées de plaques de protection d'une épaisseur allant jusqu'à 10 mm

### Pilotage et électricité
Le gouvernail individuel était actionné électriquement, mais pouvait également être actionné manuellement en cas d'urgence. A grande vitesse, le gouvernail pouvait être complètement retourné en 15 secondes depuis le côté opposé. L'angle maximal de la pale était de 40 degrés, limité à 15 degrés à 10 nœuds en cas de pilotage manuel. L'Admiral Hipper et le Blücher étaient équipés de trois groupes électrogènes, chacun composé de quatre générateurs diesel et de six turbo-générateurs. Les générateurs diesel fournissaient chacun 150 kW, quatre des six turbo-générateurs fournissaient 460 kW et la dernière paire fournissait 230 kW. La puissance électrique totale de l'installation était de 2900 kW. Le Prinz Eugen, le Seydlitz et le Lützow étaient équipés de trois générateurs diesel de 150 kW, de quatre turbo-alternateurs de 460 kW, d'un turbo-alternateur de 230 kW et d'un alternateur de 150 kW, ce qui donnait une puissance totale de 2870 kW. Les installations électriques des cinq navires fonctionnaient en 220 volts. 

### Avion
Initialement, les navires étaient conçus pour accueillir trois hydravions du type naval standard, l'Arado Ar 196. L'équipage était composé d'un pilote de la Luftwaffe et d'un officier de marine qui servait de navigateur et d'artilleur. Les dimensions du hangar à avions étaient les suivantes : 4,8 m de hauteur, 5,5 m de largeur et 22 m de longueur. Il était équipé d'un toit coulissant ou d'une paroi latérale rabattable, pouvant être rétractée sur la moitié de sa longueur. L'avion est hissé sur la catapulte à l'aide de la grue de bord et propulsé dans les airs par de l'air comprimé. L'Amiral Hipper et le Blücher étaient équipés d'un tapis d'atterrissage Hein'sches plutôt inefficace, que les autres unités retournaient au magasin ou jetaient en mer lorsque l'occasion se présentait. Il a été observé que les meilleurs résultats étaient obtenus lorsque le navire effectuait un cercle serré, générant ainsi un « étang » sur lequel l'hydravion se posait pour être attaché et ensuite hissé à bord.

## Les unités de la classe
| Nom            | Lancement        | Service effectif | Chantier naval                          | Fin de carrière                                                                                             | Photo |
| -------------- | ---------------- | --- | --------------------------------------- | --- | ----- |
| Admiral Hipper | 6 février 1937   | 29 avril 1939 | Blohm & Voss Hambourg Reich allemand    | bombardé le 3 mai 1945 dans le chantier naval Germaniawerft démantelée entre 1948 et 1952                   |       |
| Blücher        | 8 juin 1937      | 20 septembre 1939 | Deutsche Werke Kiel Reich allemand      | torpillé le 9 avril 1940 dans le fjord d'Oslo                                                               |       |
| Prinz Eugen    | 22 août 1938     | 1er août 1940 | Krupp Germaniawerft Kiel Reich allemand | remis aux alliés le 7 mai 1945 coule le 22 décembre 1946 dans l'atoll de Kwajalein                          |       |
| Seydlitz       | 19 janvier 1939  | reconversion en porte-avions en 1942 | AG Weser Brême Reich allemand           | reconversion abandonnée en 1943, sabordé le 29 janvier 1945 et ferraillé le 10 avril 1945 par l'armée rouge |       |
| Lützow         | 1er juillet 1939 | Jamais terminé, rebaptisé Petropavlovsk en septembre 1940, coulé en septembre 1941, renfloué en septembre 1942 puis renommé Tallinn en 1943 puis Dniepr en 1953. | AG Weser Brême Reich allemand           | vendu à l'URSS en mai 1940 envoyé à la ferraille entre 1953 et 1960                                         |       |

## Conception
En 1945, les 8 canons automatiques de 20 mm furent augmentés à 20 et renforcés par 4 canons Bofors de 40 mm.